# Saccoglossum
Saccoglossum là một chi lan biểu sinh gồm 5 loài bản địa của New Guinea.

## Danh sách các loài
- Saccoglossum lanceolatum
- Saccoglossum maculatum
- Saccoglossum papuanum
- Saccoglossum takeuchii
- Saccoglossum verrucosum